# Catharine Savage Brosman
Catharine Savage Brosman, née en 1934 à Denver dans le Colorado, est une écrivaine, poète et essayiste américaine. Elle est professeur émérite de français à l'université Tulane (La Nouvelle-Orléans) où elle fut titulaire de la Kathryn B. Gore Chair of French Studies.

## Biographie
Catharine Savage Brosman passe son enfance à Denver et, avant de commencer ses études universitaires, habite dans la région ouest du Texas, dans la petite ville d’Alpine. Elle fait ses études à l'université Rice (alors nommée Rice Institute) à Houston, où elle obtient les diplômes de Bachelor of Arts en 1955 et Master of Arts en 1957. Elle continue ses études avancées en langue et littérature françaises à l’Université de Grenoble en France en 1958, ayant bénéficié d'une bourse du Programme Fulbright. Elle s’installe de nouveau à Houston où, à l'université Rice, elle obtient un doctorat (Ph.D.) en 1960. Sa thèse est intitulée Jean Santeuil et l'évolution de Marcel Proust. Au cours de sa carrière universitaire, elle occupera plusieurs postes : université Rice, Sweet Briar College (en), université de Floride, Mary Baldwin College (en) et université Tulane. À partir 1972, elle restera à Tulane, à La Nouvelle-Orléans, jusqu’en 1997, où elle est professeur émérite. Elle reçoit, pendant cette période, les titres de Andrew W. Mellon Professor of the Humanities (1990) et la chaire Kathryn B. Gore (1992-1997). En 1996, elle est nommée Honorary Research Professor à l’université de Sheffield en Angleterre. Tout en suivant une carrière de professeur, Brosman publie, comme auteur ou éditeur, plusieurs livres sur la littérature française, dont Simone de Beauvoir Revisited en 1991 et Visions of War in France en 1999. Elle publie de nombreux poèmes dans des journaux et des revues, comme The American Scholar (en), The Sewanee Review, The Southern Review, et Critical Quarterly (en). La Nouvelle Revue française a publié quelques poèmes traduits par Jeannine Hayat.

## Vie privée
Catharine Savage Brosman est la fille de Paul Victor Hill et de Della Stanforth. Elle épouse Patric Savage en 1955, dont elle divorce en 1964. Elle épouse Paul William Brosman Jr en 1970, dont elle divorce en 1993. Elle épouse de nouveau Patric Savage en 2008.

## Réception critique
- « Voici qu’elle s’aventure, d’un pas ferme, dans le domaine de l’essai, tel que le pratiquait Montaigne, où le souvenir personnel voisine avec l’observation sociale, historique ou politique, ainsi qu’avec des considérations culturelles, dans un tout où s’exprime, discrètement tamisée, une préoccupation avec la condition féminine américaine. Y transperce aussi un fort sens du lieu et notamment de la beauté aride de certaines régions du Texas, son État natal. […] Dans ses essais on suit les réflexions d’une femme à la recherche de ce qu’ont été et de ce que sont les rapports entre elle et autrui, entre elle et son environnement physique, entre elle et ses nourritures livresques et culturelles, d’où se dégage, avec un charme incontestable, l’image d’un être stylé, d’une sensibilité teintée d’austérité, plein d’une intelligente réserve, d’une mesure aussi, qui informe toute sa pensée. »[4]

## Œuvres
Poésie
- On the Old Plaza, Mercer University Press, 2014  (ISBN 9780881464962)
- Watering, University of Georgia Press, 1972,  (ISBN 0-8203-0310-0)
- Journeying from Canyon de Chelly, Louisiana State University Press, 1990,  (ISBN 978-0-8071-1626-5)
- Places in Mind, LSU Press, 2000,  (ISBN 0-8071-2546-6)
- The Muscled Truce, LSU Press, 2003,  (ISBN 0-8071-2889-9)
- Passages, LSU Press, 2006,  (ISBN 0-8071-2049-9)
- Range of Light, LSU Press, 2007,  (ISBN 978-0-8071-3216-6)
- Breakwater, Mercer University Press, 2009,  (ISBN 978-0-88146-180-0)
- Under the Pergola, LSU Press, 2011,  (ISBN 978-0-8071-3880-9)
- On the North Slope, Mercer University Press, 2012,  (ISBN 978-0-88146-273-9)
- « Petroglyphs », Revue LISA (bilingue anglais-français) [lire en ligne]
- « Cubist Angles », Revue LISA [lire en ligne]
- « Grapefruit », Revue LISA [lire en ligne]
- Memory of Manaus: Poems, Mercer University Press, 2017
- Chained Tree, Chained Owls, Shotwell Publishing, 2020 (Jeannine Hayat, traductions, Olivia McNeely Pass, illustration)  (ISBN 9781947660328)
- Clara's Bees: Poems, Little Gidding Press, 2021
- Arm in Arm: Poems, Macon: Mercer University Press, 2022
- Aerosols and Other Poems, Shotwell Publishing, 2023
- Partial Memoirs, Green Altar Books, 2024  (ISBN 9781963506266)

Traduite en français
- « Trois poèmes », traduction de Jeannine Hayat, La Nouvelle Revue française, no 580, 2007, p. 273-280

Essais
- The Shimmering Maya and Other Essays, LSU Press, 1964,  (ISBN 0-8071-1874-5)
- Finding Higher Ground: A Life of Travels University of Nevada Press, 2003,  (ISBN 0-87417-538-0)
- André Gide : l’évolution de sa pensée religieuse, Nizet, 1962, (ASIN B000JL4AQU)
- Malraux, Sartre, and Aragon as Political Novelists, University of Florida Press, 1964, (ASIN B001OK3Z1Q)
- Jean-Paul Sartre, Twayne, 1983,  (ISBN 0-8057-6590-5)
- « Gide et le Démon », Claudel Studies, vol. 13, n° 2, 1986, p. 46-55 [lire en ligne]
- Art as Testimony: the Work of Jules Roy, University of Florida Press, 1989,  (ISBN 0-8130-0915-4)
- (éd.) French Novelists Since 1960, vol. 83 du Dictionary of Literary Biography, Gale Research Inc, 1989  (ISBN 978-0810345614)
- Simone de Beauvoir Revisited, Twayne, 1991,  (ISBN 0-8057-8269-9)
- (éd.) Nineteenth Century French Fiction Writers: Romanticism and Realism, 1800-1860, Gale, 1992
- « Strangers ans Brothers in the Works of Albert Camus ans Jules Roy », in Adele King, Camus’s L’Etranger: Fifty Years on, Springer, 1992, p. 232-243
- French Culture 1900-1975, edited with an introduction, Gale, 1995,  (ISBN 0-8103-8482-5)
- Visions of War in France: Fiction, Art, Ideology, LSU Press, 1999,  (ISBN 0-8071-2346-3)
- Albert Camus, Gale, 2000,  (ISBN 0-7876-5134-6)
- Existential Fiction, Gale, 2000,  (ISBN 0-7876-5131-1)
- Louisiana Creole Literature: A Historical Study, University Press of Mississippi, 2013  (ISBN 978-1617039102)
- Southwestern Women Writers and the Vision of Goodness: Mary Austin, Willa Cather, Laura Adams Armer, Peggy Pond Church and Alice Marriott, McFarland, 2016  (ISBN 978-1-4766-6647-1)
- Music from the Lake and Other Essays, Chronicles Press, 2017  — Le recueil comprend des essais autobiographiques, des considérations sur la littérature et la poésie (Montaigne, Pascal, Voltaire, Diderot, Lamartine, Victor Hugo, Mallarmé, Proust, Gide, Valéry, Camus, etc.) et des essais sur des questions culturelles de l’actualité.
- Louisiana Poets. A Literary Guide (avec Olivia McNeely Pass), University Press of Mississippi, 2019  (ISBN 978-1-4968-2212-3)  — Parmi ces poètes : David Middleton, Darrell Bourque, Catharine Savage Brosman

Fiction
- An Aesthetic Education and Other Stories, Green Altar Books, 2019  (ISBN 978-1947660212)  — Première œuvre de fiction de l'auteur ; nouvelle édition augmentée, Shotwell Publishing, 2022